# Agrostis complanata
Agrostis complanata é uma espécie de gramínea do gênero Agrostis, pertencente à família Poaceae.